# Microdon minuticornis
Microdon minuticornis är en tvåvingeart som beskrevs av Charles Howard Curran 1931. Microdon minuticornis ingår i släktet myrblomflugor, och familjen blomflugor. Inga underarter finns listade i Catalogue of Life.